# Похищены из Израиля

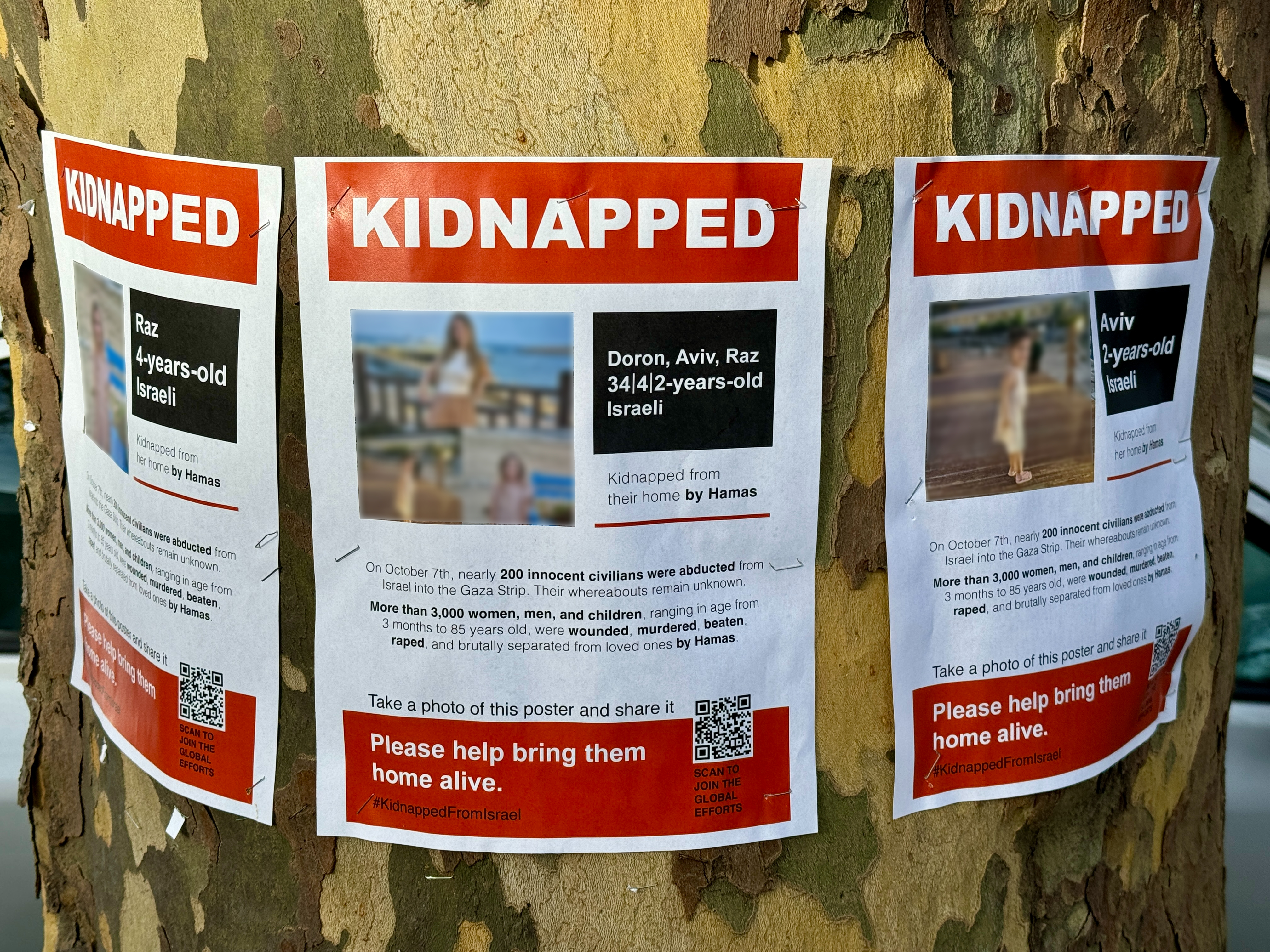
Плакаты «Похищенные из Израиля»

Похищены из Израиля — всемирная партизанская публичная кампания уличного искусства израильских художников Ницана Минца и Деде Бэндэйда с целью повышения осведомлённости о похищении мирных жителей во время вторжения ХАМАСа в Израиль 7 октября 2023 года.

## Предыстория
Акция «Похищенные из Израиля» была создана 9 октября 2023 года израильскими художниками Ницаном Минцем и Деде Бэндэйдом, которые находились в трёхмесячной программе проживания в Нью-Йорке из Израиля, когда в 2023 году ХАМАС напал на Израиль и террористы ХАМАСа похитили в плен более 200 израильтян и гостей Израиля в возрасте от 9 месяцев до 85 лет. Через несколько дней после вторжения художники Ницан Минц, Деде Бэндэйд и израильские графические дизайнеры Таль Хубер и Шира Гершони создали плакаты в виде загружаемых из Интернета цифровых файлов. Кампания вскоре стала массовой и резонанс был усилен актёрами Галь Гадот, Эми Шумер и Джеком Блэком.
По словам Деде Бэндэйда, художники были вдохновлены изображениями пропавших без вести людей на картонных упаковках из-под молока 1980-х годов и выбрали напоминающие те изображения цвета и шрифты для своих листовок. Кампания состоит в размещении бумажных листовок со словом «ПОХИЩЕН» и фотографиями похищенного израильтянина. Листовки размещяются на уличных фонарях, деревьях, уличных знаках и на станциях метро в городах по всему миру. В Нью-Йорке художники развесили тысячи листовок, а активисты разместили их в Берлине, Лиссабоне, Буэнос-Айресе и других городах. Художники полагались на членов семей и друзей похищенных людей, чтобы получить имена и фотографии для использования в листовках. Первый тираж составил 2000 экземпляров, развешанных по Манхэттену.
Вначале не было желающих помочь развешивать плакаты, но спустя небольшое время проект стал вирусным и волонтёры начали распространять плакаты на разных континентах. Спрос на листовки обрушил публичный DropBox авторов, и они создали веб-сайт, откуда можно загрузить листовки и распечатать, а спустя пару недель сайт ежедневно стали посещать около 25 000 человек.
В течение нескольких недель листовки на 30 языках были расклеены от Сиднея до Сантьяго, включая здание ООН. По словам Тима Зика из юридической школы Уильяма и Мэри, правила размещения листовок обычно разрабатывались местными органами власти и отдельными кампусами колледжей. Кампания вдохновила аналогичное движение в Лос-Анджелесе, которое использовало рекламные щиты, чтобы выделить молодых израильтян среди похищенных.
Газета New York Times назвала эти плакаты «возникающими символами национальной боли израильтян» после нападения ХАМАСа на Израиль и сравнила их с листовками, размещёнными членами семей после террористических атак 11 сентября. Однако, по словам Ницана Минца, листовки не предназначены для использования в качестве памятных знаков, а в надежде, что похищенные люди ещё живы. Ницан Минц хотел, чтобы кампания стала для евреев способом справиться со своим страхом в трудные времена. После успеха кампании Ницан Минц и Деде Бэндэйд покинули резиденцию в Нью-Йорке, чтобы сосредоточиться на проекте и внимании средств массовой информации.
Сенатор от Пенсильвании Джон Феттерман заклеил всю стену в своём офисе такими плакатами и отметил, что: «Они будут висеть до тех пор, пока каждый человек не будет благополучно возвращён домой».

## Споры

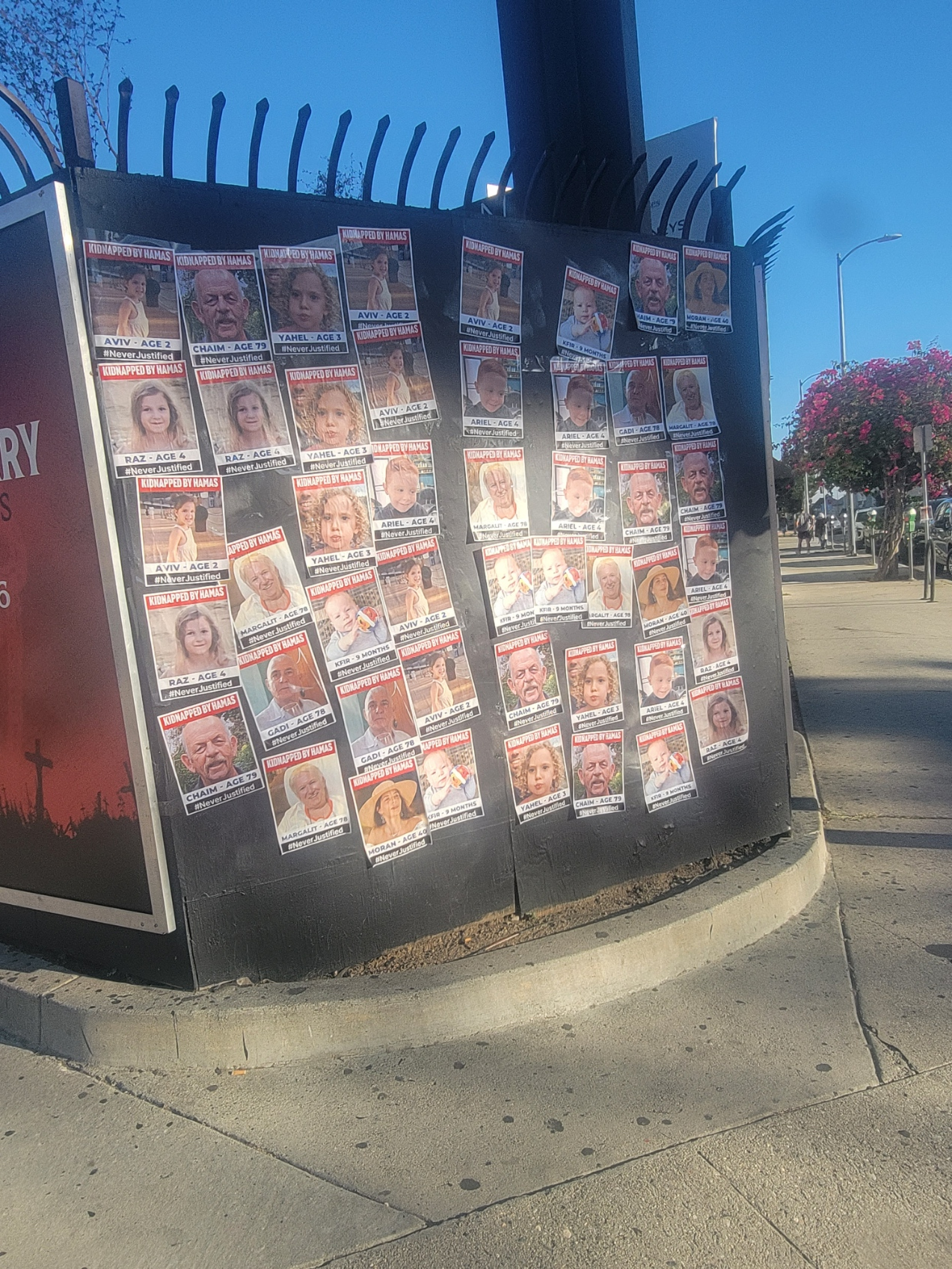
Плакаты «Похищенные из Израиля» в Лос-Анджелесе

В некоторых городах и университетских кампусах листовки снимали, некоторые сразу же после их развешивания. Видео людей, снимающих плакаты, были широко размещены в социальных сетях, что в некоторых случаях приводило к тому, что они теряли работу. По данным New York Times, люди, которые возражают против плакатов, высмеивают их, называя их «пропагандой военного времени» — лишены контекста израильско-палестинского конфликта. Критики характеризуют срывание плакатов как акты антисемитизма и действия «лишённые элементарной человечности». По мнению Ницана Минца, срывание постеров не только является явным антисемитизмом, но и позволяет осознать уровень ненависти, с которой сталкивается еврейская община.
16 октября 2023 года три студента Нью-Йоркского университета сорвали постеры в университете, а аудитория соцсетей потребовала от университета исключить их из университета, привлечь к ответственности и передать их данные будущим работодателям этих студентов. Кроме этого, и в других университетах нашлись такие, кто срывал постеры. В Пенсильванском университете помощник библиотекаря Мэтью Карсон Вранович был пойман срывающим постеры, Язмин Дейхими срывала плакаты в Нью-Йоркском университете, срывали и в Мичиганском университете.
В Пенсильванском университете в США появились постеры высмеивающие похищенных израильтян и сравнивающие их с коровами. Группа «Стоп антисемитизм» отметила: «У нас нет слов относительно волны ненависти к евреям, которая заполонила Пенсильванский университет под неудавшимся руководством президента Лиз Мэгилл».
Полиция Соединенного Королевства, в том числе в Лондоне и Прествиче, районе Манчестера с большим еврейским населением, в конце октября 2023 года подверглась критике за то, что удалила плакаты после получения жалоб. Столичная полиция удалила плакаты, чтобы «избежать дальнейшего роста напряжённости в обществе».
Семьи тех, кого похитил ХАМАС, не могут понять, почему срывают плакаты с заложниками. По заявлению Лиоры Рез, исполнительного директора некоммерческой группы StopAntisemitism.org: «Удаление этих плакатов глубоко и исключительно коренится в антисемитизме. Мы считаем, что это бессердечно и зло».

## Последствия для срывающих постеры
Дантиста в Майами Ахмеда Элькусса уволили за то, что он сорвал один из таких постеров. В Бруклине Мохамед Халил был арестован после того, как его засняли на видео за актом срывания постеров с похищенными, а затем и за дракой с местными жителями. Ему инкриминировали преследование, хулиганство и сопротивление аресту.
20-летняя Мелисса Угур, обвинённая в срывании израильских плакатов с заложниками, напала с ножом на охранника в Бруклине и побила его с криками: «Я убью вас, евреи» и «алах акбар», считая, что якобы заложники похищены не были.
Нефтяной аналитик из Коннектикута Куруш Мистри из компании Freepoint Commodities был уволен после того, как видео с ним, где он портил плакаты с похищенными, стало вирусным и его просмотрели 6,5 миллионов раз.
Эрик Шаффер, узнав о том, что его сын срывал постеры, в наказание отстранил его на 4 месяца от работы в его фирме без выплаты денег.